# BB 13000
Les BB 13000 forment une série de locomotives électriques fonctionnant sous courant alternatif monophasé 25 kV-50 Hz.

## Origines de la série

### Genèse du monophasé en France
La traction électrique, telle qu'elle était alors utilisée en France (1 500 V continu), généraient des dépenses ne rendant l'électrification rentable que sur les lignes très fréquentées.
Le courant alternatif à fréquence industrielle (50 Hz) avait déjà été essayé en Europe et en Amérique dès le début du XXe siècle. Il a comme avantage d'être facile à produire, à distribuer, et génère moins de pertes que le courant continu ; malheureusement la technologie mise au point avant les années 1950 rendait extrêmement difficile de réaliser des moteurs directs fonctionnant à la fréquence de 50 Hz et les équipements susceptibles de convertir le courant à bord des locomotives étaient très volumineux et peu fiables.
À partir de 1944, sous l'impulsion de l'ingénieur Louis Armand, des essais de courant monophasé 20 Kv 50 Hz ou 25 Kv 50 Hz ont été menés sur une partie de la ligne d'Aix-les-Bains-Le Revard à Annemasse.

### La conception des «fers à repasser»
À la suite de l'expérimentation de la traction par courant à fréquence industrielle (50 Hz) en Haute-Savoie, la SNCF décida d'électrifier de la sorte une zone plus vaste, comportant un trafic intense à longue distance, mais qui ne serait pas une des lignes de prestige de la SNCF, prudence oblige. En 1952, le choix le plus logique se porta sur la transversale nord-est (ligne Valenciennes-Thionville) : une ligne au profil accidenté qui avait un des taux de consommation de charbon au kilomètre les plus élevés du pays (975 t).

## Description
Les quatre séries regroupées sous l’appellation de « fers à repasser » constituent la première génération de machines de ce type ; il s'agit des BB 12000, BB 13000, CC 14000 et CC 14100. La SNCF a demandé à différentes sociétés de développer différents systèmes de motorisation pour ces 4 machines, afin d'évaluer laquelle serait la meilleure. Les BB 12000 et 13000 sont des locomotives mixtes capables de remorquer des trains de voyageurs rapides et des trains de marchandises ; les CC 14000 et 14100 sont réservées aux trains de marchandises lourds et lents, appelés trains du régime ordinaire (R.O.).
La BB 13000, étudiée par Jeumont-Schneider, utilise le procédé suivant : le courant monophasé 25 000 V 50 Hz capté par le pantographe est régulé par un auto-transfo, avant d'attaquer le primaire du transformateur principal qui abaisse la tension à 750 V. Le courant secondaire alimente quatre moteurs à excitation parallèle monophasé , 1 sur chaque essieu ; les 4 moteurs sont branchés en parallèle. Un système de shuntage par circuit résistance+condensateur, résistance, inductance+condensateur permet de faire varier les caractéristiques moteur en fonction de leur vitesse de rotation.
Ce système ne présentait pas l'avantage de l'antipatinage des moteurs série de la BB 12000 et fournissait moins de couple au démarrage. D'autre part, les moteurs monophasés à prise directe étaient mal ventilés et s'accommodaient mal des marches à petite vitesse et aux arrêts fréquents ; il était recommandé d'effectuer des démarrages rapides sous peine d'avarie. La BB 13000 était plutôt cantonnée aux marches de grandes lignes : trains de voyageurs express ou omnibus ; trains de marchandises du régime accéléré (R.A.) de tonnage modéré.
Construites à 53 exemplaires pour la SNCF à partir de 1954, ces locomotives à monocabine centrale doivent leur surnom de « fers à repasser » à leur profil caractéristique. Certains cheminots les appelaient « coupe-jambon » à cause de leur manipulateur de traction en forme de disque de coupe jambon.

### Puissance et vitesse
Les machines 1 à 15 développaient une puissance de 2 005 kW en régime continu (vitesse maximum 105 km/h) et les machines 16 à 53 une puissance de 2 134 kW au même régime (vitesse maximum 120 km/h).

## Remarques particulières
Au début de leur carrière, plusieurs BB 13000 de Strasbourg furent détachées au dépôt d'Annemasse pour renfort en Savoie durant deux décennies (dont 1961).

## Services effectués

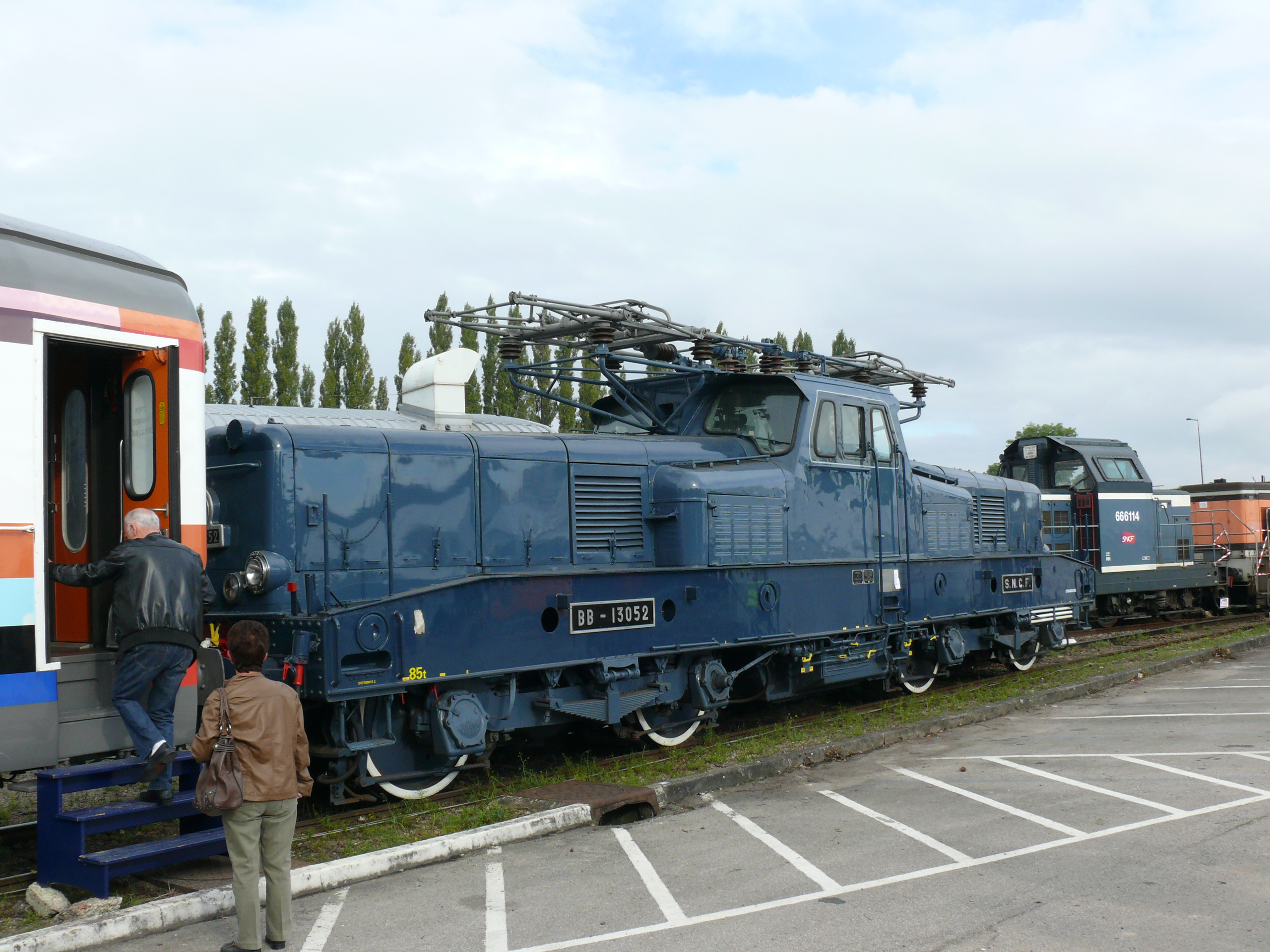
BB 13052 exposée aux Journées du dépôt de Longueau 2013.

- Paris-Est - Metz - Luxembourg (en service international)
- Luxembourg - Metz - Strasbourg - Colmar - Mulhouse - Bâle (en service international)
- Metz - Nancy
- Thionville - Charleville-Mézières - Aulnoye
- Aix-les-Bains - Annecy - La Roche-sur-Foron - Annemasse
- Aix-les-Bains - Annecy - La Roche-sur-Foron - Saint-Gervais
- Hausbergen - Mulhouse-Nord (marchandises)
- Valenciennes - Douai
- Valennciennes - Longueau
- Amiens -Arras
- Douai - Lumes

(liste non exhaustive)
C'est la BB-13020 qui détient le record du kilométrage parcouru avec 4 028 025 km le jour de sa radiation le 31 décembre 1988 même si certaines unités continuent de rouler jusqu'en 1994.

## Dépôts titulaires
- Annemasse (avec quelques locomotives détachées de Strasbourg)
- Strasbourg (durant toute leur carrière, sauf détachement partiel à Annemasse)

## Machines conservées (2020)
- BB 13044 : garée à Oignies-Pas-de-Calais sur le site du CMCF (Centre de la Mine et du Chemin de Fer)
- BB 13052 : à Mohon, annexe Cité du train.

## Modélisme
- Cette locomotive a été reproduite par la firme Jouef en 1965 sous le numéro BB 13001. Elle a d’abord été reproduite en livrée verte puis en bleue. Lima a aussi reproduit cette locomotive (à  partir du moule Jouef) sous le numéro BB 13002.